# Großbarkau
Großbarkau település Németországban, Schleswig-Holstein tartományban. Lakosainak száma 252 fő (2023. december 31.).

## Népesség
A település népességének változása:
| Lakosok száma | 210  | 228  | 232  | 252  | 253  | 252  |
|               | 1975 | 2017 | 2019 | 2021 | 2022 | 2023 |